# Ploup

Ploup est une web-série où chaque épisode est constitué par le dialogue en messagerie instantanée de deux personnes. Créée par Maxime Chamoux et Sylvain Gouverneur en 2015, elle est diffusée par Arte Creative en vidéo mais aussi par SMS, via WhatsApp ou Snapchat. La saison 1, composée de 40 épisodes, est diffusée entre août et octobre 2015. Le programme est produit par la Blogothèque et une saison 2 est envisagée.

## Concept
Chaque épisode met en scène deux personnages (sauf exception) interagissant par une messagerie instantanée, quasi-uniquement par texte. Ils sont identifiés par leurs pseudonymes, qui apparaissent au-dessus de leurs messages. Les messages d'un des personnages apparaissent à gauche, ceux de l'autre à droite. La première saison est composée de huit ensembles thématiques regroupant chacun cinq épisodes. Le nom de la série fait référence au bruit émis lors de la réception d'un message instantané par l'équipement du destinataire. Ces sons sont entendus dans les épisodes, de même que les bruits de frappe des messages sur un clavier.

## Réception et audience
Les vidéos ont atteint deux millions de vues sur YouTube, le site d'Arte Creative et les réseaux sociaux. La journaliste du Point qualifie le programme de « désopilant »,  « décomplexé » et  « jubilatoire ».

## Liste des épisodes

### Semaine 1: débuter
- #1.1 : faire des kilomètres
- #1.2 : souscrire dès à présent à une offre
- #1.3 : foncer dans un mur
- #1.4 : inventer le chat
- #1.5 : expliquer le hashtag

### Semaine 2: se lier
- #2.1 : avoir besoin de conseils
- #2.2 : raconter son rêve
- #2.3 : entrer au club
- #2.4 : se retrouver
- #2.5 : faire connaissance

### Semaine 3: se forger des convictions
- #3.1 : penser à la planète
- #3.2 : faire ses devoirs
- #3.3 : obtenir le droit du sol
- #3.4 : définir un concept
- #3.5 : s'indigner

### Semaine 4: gagner sa vie
- #4.1 : avoir un handicap
- #4.2 : vendre un truc sur Le Bon Coin
- #4.3 : gagner à Euromillions
- #4.4 : être beau, gagner de l'argent
- #4.5 : recevoir un spam

### Semaine 5: se reproduire
- #5.1 : être enceinte
- #5.2 : faire un petit pas vers l'émancipation
- #5.3 : attendre qu'il y ait une barre
- #5.4 : manger un avion
- #5.5 : faire tomber les masques

### Semaine 6: subir
- #6.1 : faire la guerre
- #6.2 : aller voir
- #6.3 : faire tout bien rentrer
- #6.4 : avoir un problème technique
- #6.5 : choisir entre Mironton et Barjabulle

### Semaine 7: chercher un sens
- #7.1 : dominer le monde
- #7.2 : se dire bonjour
- #7.3 : inventer un nouveau moyen de communiquer
- #7.4 : déculpabiliser
- #7.5 : ne pas jouer vraiment

### Semaine 8: faire erreur
- #8.1 : être mort
- #8.2 : donner une seconde chance
- #8.3 : ouvrir une fenêtre
- #8.4 : structurer son rapport au monde
- #8.5 : être un con